# Grées
Pour les articles homonymes, voir Sœurs grises (homonymie), Dino et Ényo.
Dans la mythologie grecque, les Grées, Graies ou Sœurs grises sont des divinités primordiales, filles de Phorcys et Céto, qui descendaient eux-mêmes de l'union de la Terre (Gaïa) et de l'Océan (Pontos).
Elles sont les sœurs aînées de Méduse et des Gorgones ainsi que leurs gardiennes. Elles sont au nombre de trois : Dino, Ényo et Pemphrédo (encore orthographiée Péphrédo), mais seulement deux chez Hésiode (Ényo et Pemphrédo) et chez Ovide. Ces femmes sont peu connues et très peu représentées dans la mythologie.

## Étymologie
Le mot « Grées » vient du grec ancien Γραῖαι / Graîai, qui signifie « vieilles femmes ».
Les Grées sont trois sœurs : Dino (Δεινώ / Deinṓ : la terrible, l'effrayante), Ényo (Ἐνυώ / Enyṓ : la guerrière, la belliqueuse) et Pemphrédo (Πεμφρηδώ / Pemphrēdṓ : la méchante).

## Mythe
Les Grées sont les filles aînées de Phorcys et de Céto. Comme tous les Phorcydes, on les considère souvent comme des divinités marines, et la personnification de l'écume marine. Elles sont les sœurs ainsi que les gardiennes des Gorgones.
Elles ne sont que deux chez Hésiode (Ényo et Pemphrédo) :

« Et Kètô donna à Phorkys les Graies aux belles joues, blanches dès leur naissance. Et c’est pour cela qu’elles sont nommées Graies par les Dieux immortels et par les hommes qui marchent sur la terre : Péphrèdô au beau péplos et Enyô au péplos couleur de safran (…). »

— Hésiode, Théogonie
Elles sont également deux chez Ovide dans les Métamorphoses (IV, 774).

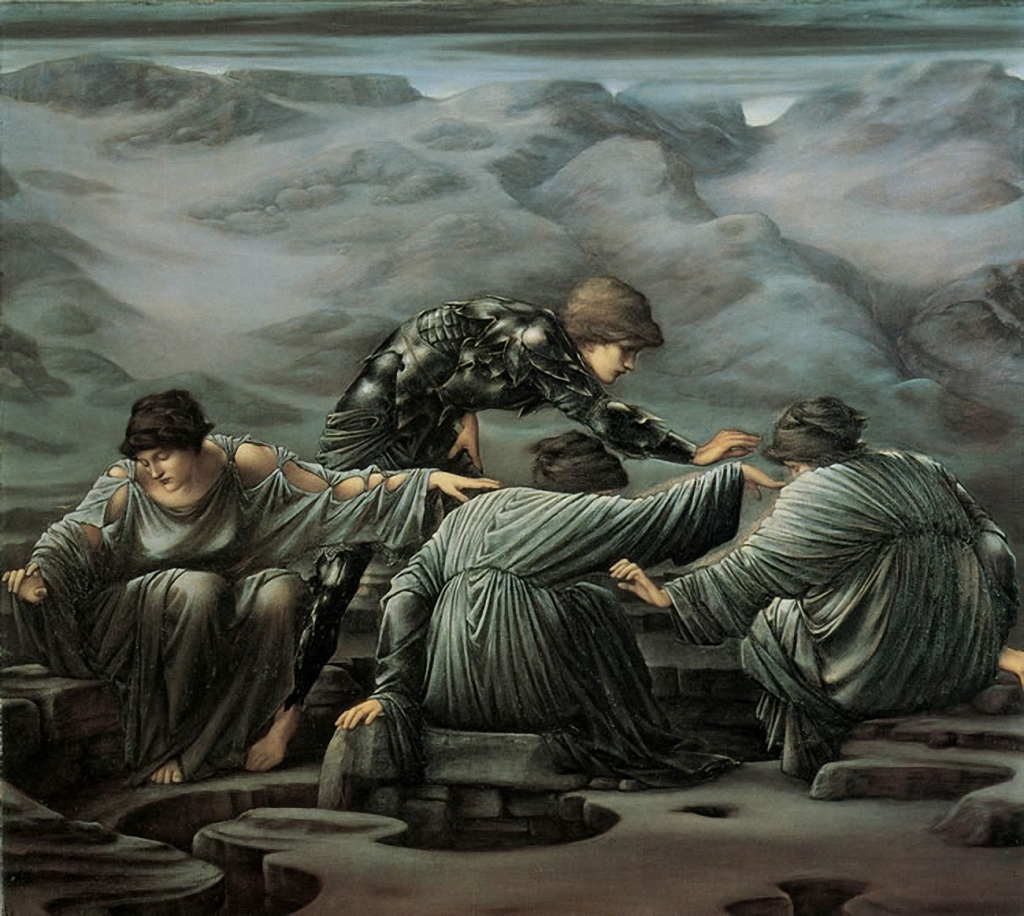
Persée et les Grées, tableau d'Edward Burne-Jones (1892).

Leur nom leur vient du fait qu'elles sont nées déjà ridées et avec des cheveux gris. Elles n'avaient en outre qu'une dent (ou une langue) et un œil pour elles trois, qu'elles se partageaient à tour de rôle : tandis que l'une veillait, pouvait se restaurer et interdire le passage menant vers leurs sœurs les Gorgones (dont elles étaient les seules à connaître le repaire), les deux autres dormaient. Elles vivaient dans une grotte située très loin vers le couchant, sur les flancs de la chaîne de l'Atlas, dans un endroit où il faisait presque toujours nuit.
Elles n'apparaissent que dans une seule légende, celle de Persée : le héros cherchait à connaître la résidence de leurs sœurs les Gorgones mais les Grées refusaient de répondre. Il leur déroba alors leur œil unique et ne le leur rendit que lorsqu'elles lui eurent répondu. Selon d'autres versions, il aurait jeté l'œil dans le lac Triton :

« Le roi de Sériphos était Polydectès, le frère de Dyctis. Il tomba amoureux de Danaé, mais il ne pouvait pas s'approcher d'elle car, désormais, Persée était un homme. Alors il fit venir tous ses amis, parmi lesquels Persée, avec le prétexte de vouloir faire une collecte pour la dot du mariage d'Hippodamie, la fille d'Onomaos. Et Persée déclara qu'il ne refuserait même pas la tête de la Gorgone. Ainsi Polydectès demanda à tous les autres qu'ils donnent un cheval à Persée et lui ordonna qu'il lui rapporte la tête de la Gorgone. Alors Persée, guidé par Hermès et Athéna, se rendit chez les filles de Phorcys et de Céto : Ényo, Péphrédo et Dino. Elles étaient les sœurs de la Gorgone, et vieilles depuis leur naissance : à elles trois, elles n'avaient qu'un œil et qu'une dent, et elles se les passaient à tour de rôle. Persée s'en empara, et il leur dit qu'il les leur rendrait à condition qu'elles lui révèlent la route pour se rendre chez les Nymphes. Ces Nymphes avaient en leur possession les sandales ailées et le sac magique. C'est ce que racontent de Persée Pindare et Hésiode dans Le Bouclier : "Tout son dos était couvert par la tête d'un monstre terrible, la Gorgone, enfermée dans une besace." »

— Apollodore, Bibliothèque

### Interprétation rationnelle selon Paléphatos
Selon les Histoires incroyables de Paléphatos de Samos, Phorcys avait un ami, un homme de confiance que les filles de Phorcys utilisaient comme un « œil », chargé de tout voir afin de veiller sur leurs affaires. Persée, exilé d'Argos, s'adonnait à la piraterie contre les villages côtiers, avec ses navires et ses troupes. Apprenant que dans les parages existait un royaume très riche tenu par trois femmes, et où les hommes étaient rares, il mit le cap dessus. La première chose qu'il fit, alors qu'il mouillait dans le détroit entre Cernée et Sarpédonia, fut de capturer l’œil comme il naviguait d'une île à l'autre[réf. nécessaire].

## Les Grées dans la culture populaire

### Cinéma
- Les Grées apparaissent dans le film Le Choc Des Titans (1981) et son remake de 2010, où elles révèlent à Persée que seule Méduse a les pouvoirs de tuer le Kraken.
- Dans le film d'animation Hercule (1997) produit par les studios Disney, on peut voir les Grées dans les premières séquences montrant l'avenir des Titans, de Zeus et d'Héraclès. Elles y sont d'ailleurs confondues avec les Moires[5].
- Elles apparaissent aussi dans le film Percy Jackson : La Mer des monstres (2013), comme chauffeurs de taxi, qui n'est autre que le char de la damnation ; elles conduisent Percy, Annabeth, Grover et Tyson jusqu'à Washington avant de disparaître. Percy leur fera, tout comme le héros qui lui a donné son nom, du chantage avec leur œil unique.

### Dessin animé
Dans la série L'Odyssée (2002), elles apparaissent dans le deuxième épisode du dessin animé, « Charybde et Scylla ».

### Jeux vidéo
- Dans Titan Quest, les sœurs Grées doivent être vaincues afin de récupérer leur œil unique.
- Dans The Battle of Olympus, le personnage incarné par le joueur (Orphée) doit vaincre les trois Grées afin d'obtenir leur œil, nécessaire à la poursuite de sa quête.

### Jeux

#### Jeux de société
Les Grées apparaissent dans le jeu de société Mythic Battles : Panthéon.

#### Jeux de rôle
Les Grées apparaissent dans le jeu de rôle Vade+Mecum de Romaric Briand. Dans son jeu, elles ne sont que deux et l'auteur les appelle Kristen Péphrèdô et Cameron Enyo.

### Sources
- Pseudo-Apollodore, Bibliothèque [détail des éditions] [lire en ligne] (I, 10 ; II, 4, 2).
- Xénophon, Cyropédie [lire en ligne] (Livre VIII, 2, 10-11).
- Eschyle, Prométhée enchaîné [détail des éditions] [lire en ligne] (v. 795).
- Hésiode, Théogonie [détail des éditions] [lire en ligne] (v. 270-274).
- Hygin, Fables [détail des éditions] [(la) lire en ligne] (Préface).
- Nonnos de Panopolis, Dionysiaques [détail des éditions] [lire en ligne] (XXV, 64).
- Ovide, Métamorphoses [détail des éditions] [lire en ligne] (IV, 772).
- Pindare, Odes [détail des éditions] (lire en ligne) (Pythiques).